# Alida Lovett
‘Alida Lovett’ est un cultivar de rosier obtenu en 1905 par le rosiériste américain van Fleet et mis au commerce par son compatriote, le pépiniériste J. T. Lovett en 1917 seulement. Il est idéal pour couvrir tonnelles, murs ou pergolas et il est toujours fort apprécié des amateurs. Il est issu de Rosa wichuraiana x  ‘Souvenir de Catherine Guillot’ ou selon le catalogue de 1917 de J. T. Lovett de ‘Souvenir du Président Carnot’ x  Rosa wichuraiana ‘Memorial Rose’.

## Description
Ce rosier grimpant peut atteindre 400 cm à 500 cm. Ses fleurs très parfumées, plutôt plates, sont grandes et doubles d'un rose pâle délicatement nacré. Les pétales sont disposés en coupes puis en rosettes. La floraison en bouquets est unique et d'une générosité exceptionnelle,.
Son feuillage est vert sombre et brillant. 
Il doit son nom à l'une des trois sœurs du pépiniériste américain Lovett. Les deux autres roses des sœurs Lovett sont ‘Mary Lovett’ (blanche) et ‘Bess Lovett’ (rouge).